# Ortschaftenverzeichnis der Schweiz
Das Amtliche Ortschaftenverzeichnis der Schweiz ist das amtliche Ortsverzeichnis der Ortschaften der Schweiz. Es wird vom Bundesamt für Landestopografie geführt und auf geo.admin.ch publiziert. In der Schweiz wird eine Ortschaft geographisch definiert und ihr ist eine Postleitzahl zugeordnet.

## Zum Begriff der Ortschaft
Die Begriffe «Ort» und «Ortschaft» haben je nach Anwendungsbereich und Standpunkt des Verwenders unterschiedliche (und teils sogar widersprüchliche) Bedeutungen. Beide Wörter bezeichnen allgemein eine Siedlung im geographischen Sinne; der Begriff der Ortschaft indessen ist in der Schweiz amtlich definiert:

„Geografisch abgrenzbare, zusammenhängende Siedlungsgebiete von landesweiter Bedeutung, die auch untergeordnete Siedlungen einschliessen können, sind mit einem eindeutigen Ortschaftsnamen und einer eindeutigen Postleitzahl zu bezeichnen.“

Die Beziehung zwischen Gemeinde, Ortschaft und zugeordneter Postleitzahl ist oft kompliziert, weil eine politische Gemeinde aus einem oder mehreren wichtigeren Ortsteilen bestehen kann und nicht immer der Gemeindename auch der Name eines Ortes innerhalb der Gemeinde ist. Postleitzahlen dienen der Postverteilung und bilden auf Basis des Ortschaftenverzeichnisses eine eigene Gliederung, die nicht deckungsgleich mit der politischen ist. Adressen mit gleicher Postleitzahl müssen nicht zwingend im gleichen Ort oder in der gleichen Gemeinde liegen, sind aber amtlich derselben Ortschaft zugeordnet. Umgekehrt kann es in einer Gemeinde oder einem Ort auch Adressen mit unterschiedlichen Postleitzahlen geben.
Die Festlegung der geographischen Abgrenzung einer Ortschaft sowie deren Name und Schreibweise erfolgt durch die nach kantonalem Recht zuständige Stelle; sie hat hierbei die betroffenen Gemeinden sowie die Post anzuhören (Art. 21 Abs. 1 GeoNV). Die für die amtliche Vermessung zuständige Stelle koordiniert Perimeteränderungen mit den betroffenen Gemeinden und der Post. Die Änderungen werden durch die nach kantonalem Recht zuständige Stelle räumlich festgehalten und dem für die amtliche Vermessung zuständigen Bundesamt für Landestopografie gemeldet (Art. 21 Abs. 2 GeoNV). Die Postleitzahl wird nach Anhörung von Kanton und Gemeinde durch die Post festgelegt und ebenfalls dem Bundesamt für Landestopographie mitgeteilt (Art. 21 Abs. 3 GeoNV). Dieses erstellt, verwaltet und veröffentlicht das amtliche Ortschaftenverzeichnis mit den Angaben über die Postleitzahlen und die Perimeter der Ortschaften (Art. 24 GeoNV).
Die Festlegung der Ortschaften beruht also auf kleinräumigen Versorgungsbedürfnissen der Gemeinden und des Universaldienstes der Post zur Gewährleistung der Zustellung amtlicher Dokumente. Inwieweit die Gemeinden dann die amtlich festgelegten Ortschaften als Verwaltungsgliederung für weitergehende Aspekte verwenden, kann von Ort zu Ort verschieden sein. Manche Gemeinden führen für sich eine vom amtlichen Ortschaftsverzeichnis abweichende Zuordnung der Gemeindeteile (z. B. Fraktionen).
Durch die exakte Vermessung der Ortschaftsgrenzen (Perimeter) ist das Staatsgebiet der Schweiz flächendeckend mit Ortschaften gefüllt, sodass jeder Punkt zu einer Ortschaft gehört, auch im unbesiedelten Raum. Dies ist bei den Gemeinden nicht der Fall – es gibt gemeindefreie Gebiete (die keiner Gemeinde unterstellt sind, sondern direkt dem Kanton) sowie Kommunanzen (die mehreren Gemeinden zugleich unterstellt sind).

## Entwicklung des Ortschaftenverzeichnisses
In der Schweiz existierten zwei unterschiedliche Ortschaftenverzeichnisse:
- Amtliches Ortschaftenverzeichnis – Bundesamt für Landestopografie (swisstopo)
  - Die Ortschaft wird gemäss Art. 20 Verordnung über Geografische Namen (GeoNV)[2] im postalischen Sinn verstanden.
  - Das amtliche Ortschaftenverzeichnis im Sinne Art. 24 Verordnung über Geografische Namen (GeoNV)[2] umfasst ca. 4'100 Ortschaften.
- Ortschaftenverzeichnis der Schweiz Ausgabe 2006 – Bundesamt für Statistik (BfS)
  - Die Ortschaft wurde im umgangssprachlichen Sinne von Siedlung / grösserer Ort (umgangssprachlich Ortschaft) verstanden.
  - Das Ortschaftenverzeichnis der Schweiz umfasste ca. 6'000 Ortschaften.

Die Führung des Ortschaftenverzeichnisses obliegt aktuell dem Bundesamt für Landestopografie, auf Basis des Artikel 24 Ortschaften: Amtliches Verzeichnis der GeoNV.

### Amtliches Ortschaftenverzeichnis – Bundesamt für Landestopografie
Das Amtliche Ortschaftenverzeichnis des Bundesamtes für Landestopografie ist ein Datensatz. Er beinhaltet neben den Postleitzahlen auch die dazugehörigen Perimeter (Umgrenzungslinien). Das Bundesamt für Landestopografie erstellt, verwaltet und veröffentlicht das amtliche Ortschaftenverzeichnis, inklusive den Daten für Postleitzahl und Perimeter.
Dieses Verzeichnis beruht auf den 1964 eingeführten Postleitzahlen für den Zustelldienst der Schweizerischen Post.
Der Datensatz («PLZO_CH») wird zentral geführt und ist flächendeckend über die ganze Schweiz verfügbar. Der Datensatz wird laufend laut Meldung der Vermessungsstellen der Kantone nachgeführt. 
Publiziert wird das Amtliche Ortschaftenverzeichnis über den Geoinformationsdienst von swisstopo, der den Datensatz bereitstellt und kartographisch aufarbeitet. Zugänglich ist dieser über das Webportal der Bundesverwaltung, admin.ch.

### Ortschaftenverzeichnis der Schweiz – Bundesamt für Statistik
Das Ortschaftenverzeichnis der Schweiz ist eine Publikation des Bundesamtes für Statistik. Es umfasst in der Ausgabe 2006 etwa 6'000 Ortsbezeichnungen mit dem Namen der Gemeinde, zu der sie gehören, und den dafür verwendeten Postleitzahlen. Das Verzeichnis ermöglicht dadurch eine Zuordnung zwischen postalischen Ortsbezeichnungen und den politischen Gemeinden.
Das Verzeichnis setzte die Reihe gleichnamiger Publikationen des Bundesamts für Statistik fort, welche auf Daten aus den Volkszählungen 1910 und 1960 beruhen und anhand anderer Quellen, u. a. dem Schweizerischen Ortslexikon von 1984, dem Postleitzahlenverzeichnis, der Ortsliste der Telefonbücher sowie der Namensdatenbank der Schweizerischen Landestopographie (Swissnames), wiederholt angepasst wurden.
Nach 2006 wurde vom BfS kein Ortschaftenverzeichnis mehr publiziert, und die Führung an swisstopo abgeben.
Das BfS führt aber weiterhin das Amtliche Gemeindeverzeichnis der Schweiz, das Verzeichnis Quartiergrenzen von Schweizer Städten und die GWR-Korrespondenztabelle zwischen Postleitzahl und Gemeinde für das Gebäude- und Wohnungsregister.

## Verwendung des Verzeichnisses und Fallbeispiele von Ortschaften
Das Verzeichnis ist wertvoll in Fällen, in denen bedeutende Ortschaften nicht politischen Gemeinden entsprechen. Das Verzeichnis wird beispielsweise benötigt, wenn bei gesamtschweizerischen Initiativen und Referenden die Unterschriftenbogen mit Wohnort und Postleitzahl versehen sind und nicht mit Name und Postleitzahl der politischen Gemeinde. Diese Bogen müssen von den Organisatoren der entsprechenden Gemeinde zugeordnet werden, damit sie von dieser beglaubigt werden können. Eine eindeutige automatische Zuordnung ist in geographischen Informationssystemen notwendig, wenn mit Auswertefunktionen aus mit Postadressen referenzierten Daten Aussagen für die Gemeindeebene gemacht werden sollen.
Beispiele von besonderen Fällen:
- Gemeinde mit mehreren Ortschaften: Neckertal (acht, ab 2023 zehn Ortschaften; eine Ortschaft Neckertal existiert hingegen nicht)
- Ortschaften, die sich über das Gebiet von mehreren politischen Gemeinden erstrecken, teilweise sogar über Kantonsgrenzen hinweg: Heerbrugg, Sihlbrugg, Siebnen, Forch, Küsnacht, Maur, Zumikon, Lütisburg Station, Ziegelbrücke, Weesen, Muraz (Collombey), Basel
- Zuordnung zwischen Ortschaft und Postleitzahl nicht eindeutig: St. Peter GR und Pagig, beide Postleitzahl 7028 (daher seit der Eingemeindung der kurzfristigen Vereinigungsgemeinde St. Peter-Pagig nach Arosa 2013 teils dieses,[7] teils die beiden Orte[8] als Ortschaft gegeben, interne sechstellige Plz. 702800 resp. 702801)